# Pekingské západní nádraží
Pekingské západní nádraží (čínsky v českém přepisu Pej-ťing-si čan, pchin-jinem Běijīngxī zhàn, znaky 北京西站) je rozlohou 510 000 čtverečních metrů největší železniční stanice v Pekingu, v Čínské lidové republice i v Asii vůbec. Leží na západě městského obvodu Feng-tchaj, bylo otevřeno v roce 1996 a denně jím projde v průměru 150 až 180 tisíc cestujících.
Nádraží slouží běžným i vysokorychlostním vlakům ve směru do západní i jihozápadní Číny, tedy například do Si-anu, Čchung-čchingu, Čcheng-tu, Lhasy nebo Urumči.
Na Pekingském západním nádraží začínají tratě Peking – Kanton, Peking – Kau-Lung a vysokorychlostní trať Peking – Hongkong.

## Metro

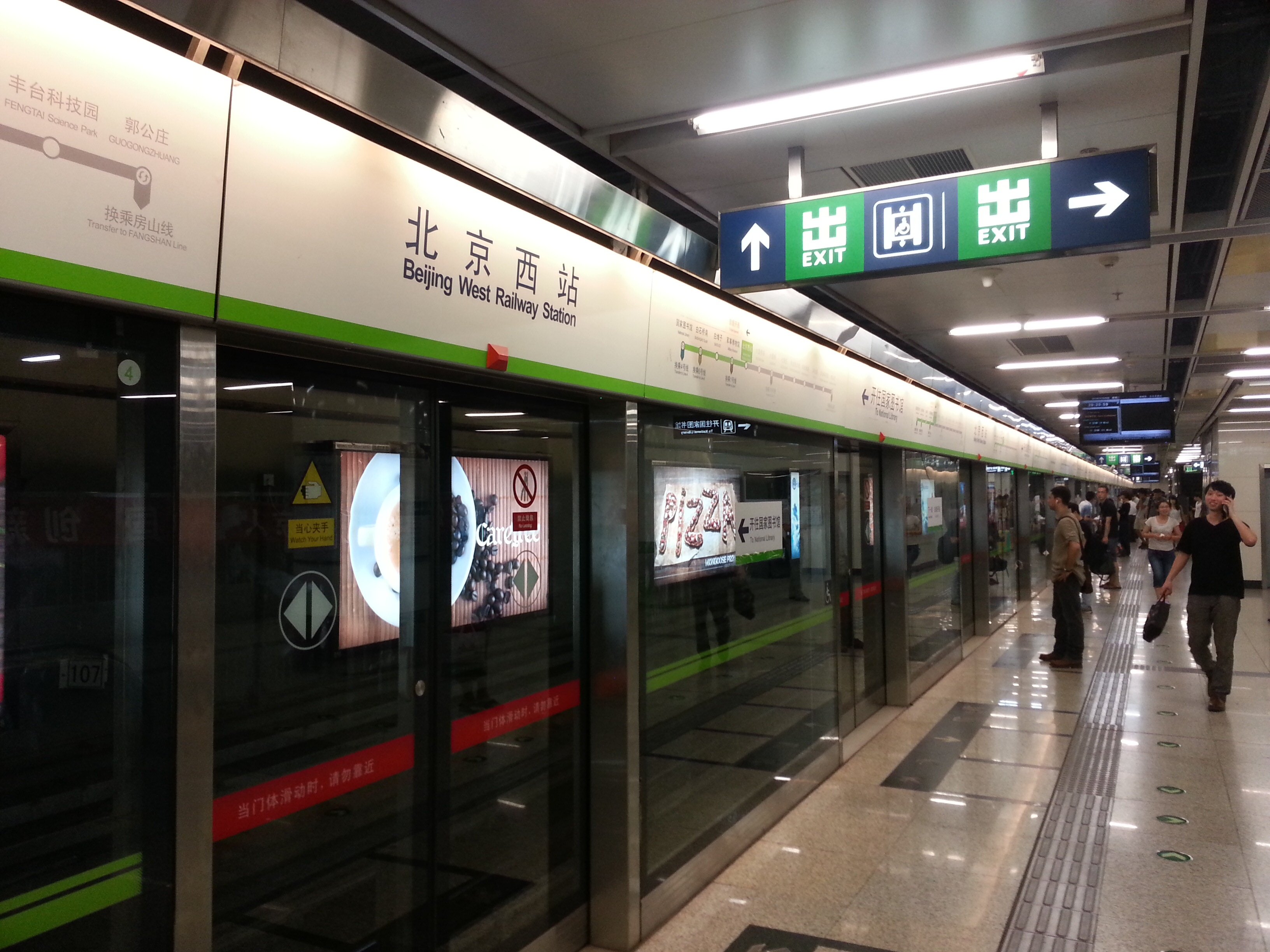
Chráněné nástupiště linky 9

Nádraží je také napojeno na pekingské metro. Jezdí přes něj linka 9 a měla by zde být konečná stanice linky 7, která je ve výstavbě od roku 2010.